# Гвинтівська сільська рада
Гвинті́вська сільська́ ра́да — адміністративно-територіальна одиниця та орган місцевого самоврядування в Буринському районі Сумської області. Адміністративний центр — село Гвинтове.

## Загальні відомості
- Населення ради: 1148 осіб (станом на 2001 рік)

## Населені пункти
Сільській раді були підпорядковані населені пункти:
- с. Гвинтове
- с. Коновалове
- с. Нечаївка
- с. Шевченкове

## Склад ради
Рада складалася з 12 депутатів та голови.
- Голова ради: Фоменко Андрій Васильович
- Секретар ради:

### Керівний склад попередніх скликань
| Прізвище, ім'я, по батькові   | Основні відомості                                                                                     | Дата обрання | Дата звільнення |
| ----------------------------- | --- | ------------ | --------------- |
| Купрійова Олена Володимирівна | Сільський голова, 1962 року народження, освіта середня спеціальна, член Соціалістичної партії України | 26.03.2006   | 31.10.2010      |
| Купрійова Олена Володимирівна | Сільський голова, 1962 року народження, освіта середня спеціальна                                     | 31.10.2010   | 05.05.2014      |
| Фоменко Андрій Васильович     | Сільський голова, 1989 року народження, освіта вища, безпартійний                                     | 25.10.2015   |                 |

Примітка: таблиця складена за даними сайту Верховної Ради України та ЦВК

### Депутати VII скликання
За результатами місцевих виборів 2015 року депутатами ради стали:

#### За суб'єктами висування
| Суб'єкт висування | Кількість обраних депутатів | %      |
| ----------------- | --------------------------- | ------ |
| Самовисування     | 12                          | 100.00 |

#### За округами
| № округу | Прізвище, ім'я, по батькові       | Ким висунуто  | Дата нар.  | Освіта           | Партійна приналежність | Відомості                                             |
| -------- | --------------------------------- | ------------- | ---------- | ---------------- | ---------------------- | ----------------------------------------------------- |
| 1        | Громова Ганна Михайлівна          | Самовисування | 02.10.1960 | загальна середня | безпартійна            | Гвинтівська сільська рада, секретар                   |
| 2        | Вернидуб Світлана Андріївна       | Самовисування | 14.12.1968 | загальна середня | безпартійна            | Гвинтівська сільська рада, техпрацівник               |
| 3        | Прохоренко Анатолій Григорович    | Самовисування | 02.09.1991 | вища             | безпартійний           | тимчасово не працюючий                                |
| 4        | Крикунова Оксана Василівна        | Самовисування | 17.09.1979 | вища             | безпартійна            | Гвинтівський навчально виховний комплекс, директор    |
| 5        | Бариба Світлана Володимирівна     | Самовисування | 09.04.1979 | загальна середня | безпартійна            | Приватне підприємство «Калініченко О. П.», продавець  |
| 6        | Леоненко Наталія Олексіївна       | Самовисування | 04.02.1987 | вища             | безпартійна            | Гвинтівський фельшерсько-акушерський пункт, завідувач |
| 7        | Прохоренко Микола Іванович        | Самовисування | 21.12.1964 | загальна середня | безпартійний           | тимчасово не працюючий                                |
| 8        | Фоменко Василь Олексійович        | Самовисування | 26.10.1958 | вища             | безпартійний           | Гвинтівський навчально виховний комплекс, вчитель     |
| 9        | Леоненко Вячеслав Дмитрович       | Самовисування | 17.04.1971 | загальна середня | безпартійний           | тимчасово не працюючий                                |
| 10       | Бариба Ірина Анатоліївна          | Самовисування | 21.07.1981 | загальна середня | безпартійна            | Гвинтівське відділення зв'язку, листоноша             |
| 11       | Шкуріна Наталія Миколаївна        | Самовисування | 01.11.1973 | вища             | безпартійна            | тимчасово не працюючий                                |
| 12       | Проскурін Олександр Володимирович | Самовисування | 15.03.1971 | вища             | безпартійний           | Гвинтівський навчально виховний комплекс, вчитель     |